# استان تریسته

استان تریسته (به ایتالیایی: Provincia di Trieste) از استان‌های کشور ایتالیا است. استان تریسته در منتهی‌الیه شمال شرق این کشور قرار دارد. مرکز این استان شهر تریسته و زیرمجموعه ناحیه فریولی ونتزیا جولیا می‌باشد. مساحت این استان ۲۱۲ کیلومتر مربع و جمعیت آن ۲۳۶٬۵۲۰ نفر است.